# Лох-Ю
Лох-Ю (англ. Loch Ewe, гэльск. Loch Iùbh) — залив (лох) в районе Вестер Росс на северо-западном побережье Шотландии. В залив впадает река Ю, берущая начало в близлежащих озёрах.
Во время Второй мировой войны (с сентября 1942 года после катастрофы конвоя PQ 17) залив стал базой флота метрополии и пунктом сбора арктических конвоев, направлявшихся в СССР. Залив был мало известен германской разведке, поэтому именно сюда приходили транспорты из британских и американских портов, прежде чем отправиться в Мурманск или Архангельск.
После капитуляции Германии Лох-Ю стал местом сбора немецких подводных лодок, которые сдавались союзникам в открытом море.

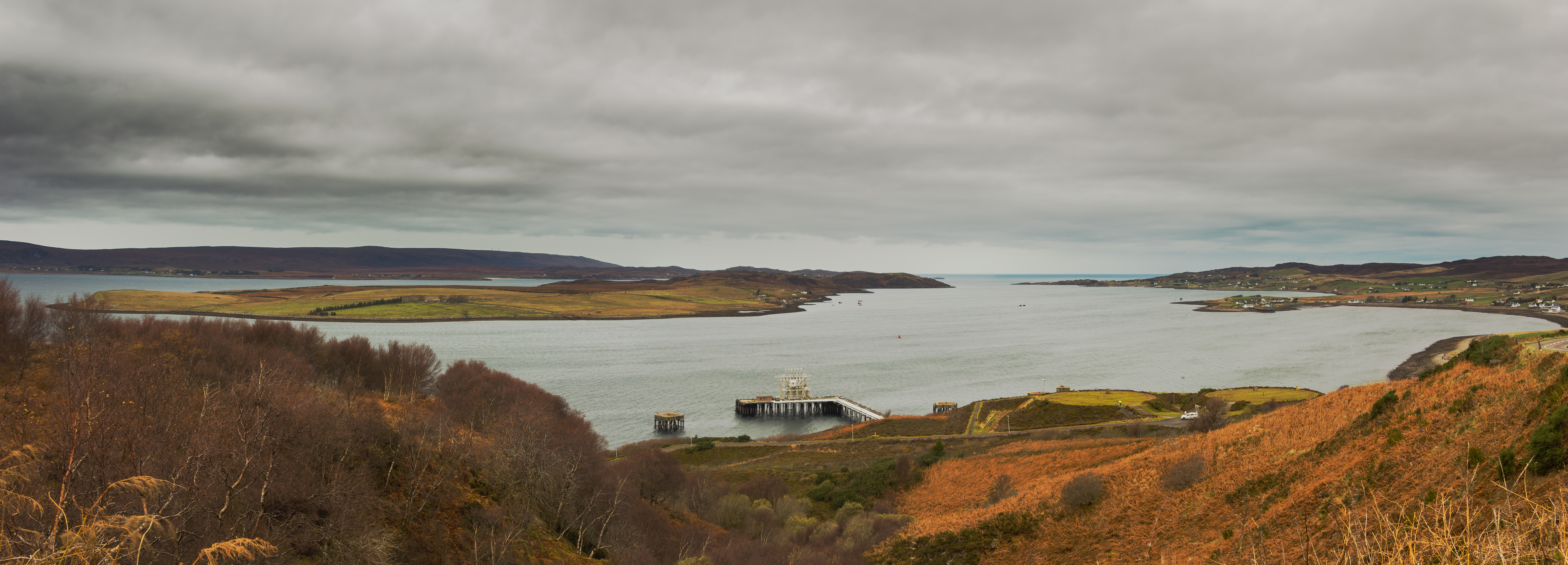
Панорамный вид на залив с восточного берега осенью 2014 года.

В память о северных конвоях в 2017 году была установлена мемориальная доска. Местный муниципалитет открыл историческую информационную тропу и информационный центр для посетителей и туристов.